# Mont Tsurugi (Toyama)
Pour les articles homonymes, voir Tsurugi (homonymie).
Le mont Tsurugi (剱岳, Tsurugi-dake), l'une des 100 montagnes célèbres du Japon, se trouve dans la région est de la préfecture de Toyama au Japon. Avec une altitude de 2 999 m, c'est l'un des sommets les plus élevés des monts Hida. Le Tsurugi-dake a la réputation d'être « la montagne la plus dangereuse à escalader ».